# Honda CR-X del Sol
Honda CR-X del Sol – mały samochód sportowy marki Honda trzeciej (ostatniej) generacji Hondy CR-X zbudowany na bazie Hondy Civic V. Auto w przeciwieństwie do poprzedników (CRX) wyposażono w dwoje drzwi i nadwozie z otwieranym dachem typu targa. Nazwę CR-X del Sol można rozwinąć jako Honda Civic Renaissance Model X Del Sol. Nazwa del Sol pochodzi z języka hiszpańskiego, przetłumaczyć ją można jako „słońca”/”słoneczna” i odnosi się najprawdopodobniej do zdejmowanego dachu samochodu.

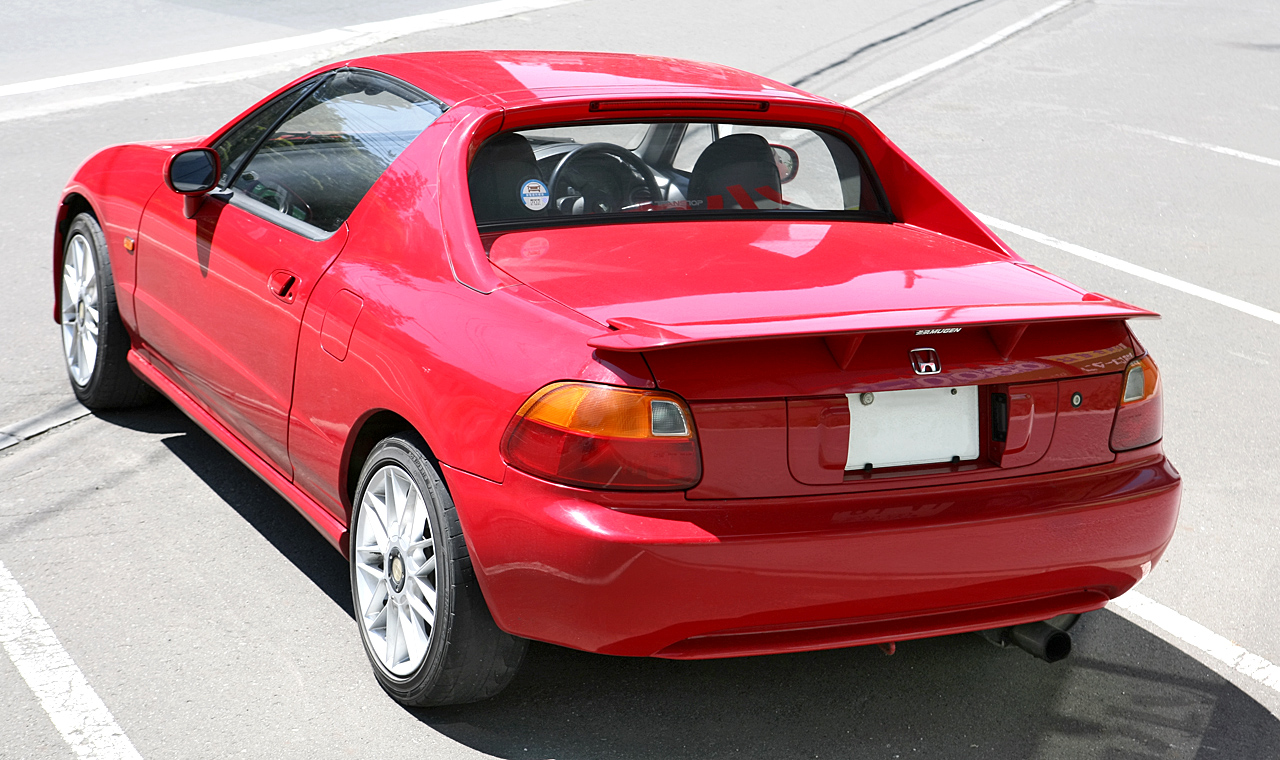
Tył Hondy CR-X del Sol

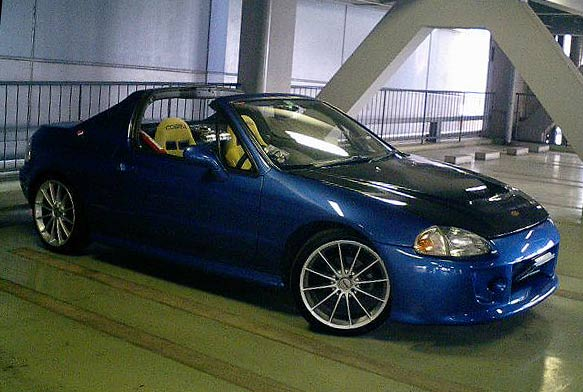
Stuningowana Honda CR-X del Sol z otwartym dachem

CR-X del Sol w sprzedaży pojawił się w roku 1992, produkcję zakończono w roku 1997. Na rynku amerykańskim del Sol pojawił się w roku 1993 jako Civic del Sol, od roku 1995 sprzedawany był jako Honda del Sol. W Europie samochód sprzedawany był jako Honda  CR-X del Sol, od roku 1995 oferowany był po prostu jako Honda CRX.

## Silnik i przeniesienie napędu
CRX del Sol w Europie dostępny był jedynie z silnikiem o pojemności 1,6 l. W Japonii przez cały okres produkcji oraz  między 1993 a 1996 rokiem w Stanach Zjednoczonych dostępna była także wersja z silnikiem o pojemności 1,5 l.
Standardowo montowane były silniki tzw. D-serii, rozwijające moc ok. 124-128 KM (D16Z6, D16Y8) – w wersjach oznaczonych w Europie jako ESi. Dostępna była także wersja Vti, z silnikiem B16A2 lub B16A3 (Stany Zjednoczone) rozwijającym moc około 160 KM. Na rynek japoński montowany był także silnik B16A rozwijający moc około 167 KM. Do roku 1996 w USA i Japonii dostępna była wersja oznaczona jako S (USA) lub VXi/VGi (Japonia) wyposażona w silnik rozwijający moc około 102 KM (USA) lub w silnik D15B (JDM) – około 130 KM.
Na większości rynków CRX oferowany był z silnikami wyposażonymi w system VTEC z jednym lub dwoma wałkami rozrządu (SOHC lub DOHC). Jednak na niektóre rynki (głównie afrykańskie i bliskowschodnie) trafiły egzemplarze z zamontowanymi silnikami DOHC bez systemu VTEC. Silniki te znane były z poprzedniej generacji Hondy CRX – były one oznaczone jako D16A9 i rozwijały moc maksymalną zbliżoną do silników SOHC z system VTEC – jednak przebieg krzywej mocy w przypadku tych silników był nieco inny.
Silniki w wersji Esi Oraz Vti były łączone z innymi skrzyniami biegów: w wersji Esi silnik współpracował ze skrzynią S20; w wersji Vti ze skrzynią Y21. Obie te skrzynie posiadały hydrauliczne sprzęgło.
Silnik w wersji Esi pozwala na rozpędzenie CR-X'a do prędkości około 208 km/h, w wersji VTI około 222 km/h. Wersja Esi przyśpiesza do 100 km/h w czasie około 9,2 s.; VTi – około 8,2 s.

### Waga
Najpopularniejszy wariant Hondy CR-X Del Sol, z silnikiem D16Z6 lub D16Y8 i ręcznie składanym dachem waży około 1080 kg z paliwem. Wersja VTi waży około 1130 kg. Wersje z elektrycznie chowanym dachem ważyły około 80 kg więcej od wersji z manualnie chowanym dachem.

## TransTop (elektrycznie chowany dach)
Na rynku europejskim oraz japońskim oferowana była wersja z dachem elektrycznie chowanym do bagażnika. W wersji tej klapa bagażnika nie otwiera się standardowo na zawiasach, lecz cała wyjeżdża w górę na siłownikach – ciągle utrzymujących blat bagażnika równolegle do ziemi. Dach chowany jest pod klapę bagażnika dzięki parze prętów wsuwanych automatycznie w konstrukcję dachu. Cała operacja składania dachu sterowana jest za pomocą dwóch przycisków znajdujących się z lewej strony daszku osłaniającego zegary i podzielona jest na kilka osobnych etapów, w trakcie których można cofnąć operację składania dachu. Wersja z TransTopem miała inną konstrukcję zarówno podłogi bagażnika jak i ściany grodziowej, przez co „przekładka” automatycznego mechanizmu do wersji podstawowej jest utrudniona. Operację składania/otwierania dachu nadzoruje ponad 30 czujników, awaria któregokolwiek z nich powoduje utratę możliwości automatycznego złożenia dachu. Zarówno wersje z dachem manualnie chowanym pod klapę bagażnika, jak i te automatyczne posiadały dach wykonany z aluminium, ważący około 10 kg.

## Wyposażenie standardowe i dodatkowe
Wszystkie Hondy CR-X Del Sol wyposażone były w elektrycznie sterowane 3 szyby (boczne + tył) oraz elektrycznie sterowane lusterka (poza wersją S). Jedną z opcji była klimatyzacja. W Wersji Vti w klamkach znajdowały się tzw. Map-Lighty – wewnętrzne boczne światełka. Wersja Vti w standardzie wyposażona była także w spoiler na tylnej klapie, w wersji Esi był to element wyposażenia dodatkowego, który był także innego kształtu niż ten montowany w Vti. W wersji Vti standardowo montowane były rozpórki dolne i górne, przednie i tylne oraz stabilizatory.
Wersje JDM (Japanese Domestic Market) miały inaczej zaprojektowane lampy przednie, które były zespolone z kierunkowskazem, oraz inny układ tylnych lamp.
Pod koniec 1997 roku i na początku 1998 w niemieckich salonach sprzedaży kupić można było wersję limitowaną Hondy CR-X Del Sol. Jedną z wersji limitowanych była wersja Motegi – do jej cech charakterystycznych należał ciemnogranatowy lakier oraz skórzane wnętrze w kolorze żółto-pomarańczowym. Drugą z wersji limitowanych była wersja Daytona – malowana na srebrno z czerwonym wnętrzem. Dodatkowo wersje limitowane były odpowiednio oznakowane tabliczkami na tylnej klapie oraz po bokach. Wersje limitowane nie były jednak wypuszczone do sprzedaży przez producenta. Zarówno Motegi jak i Daytona były wersjami limitowanymi wypuszczonymi przez niemieckiego dealera Hondy. Niemieccy dealerzy oferowali także Hondę Del Sol ze skórzanymi fotelami. Sam producent nie miał w swojej ofercie takiego wyposażenia.
Wszystkie Hondy CR-X Del Sol Vti były wyposażone w hamulce tarczowe na wszystkich kołach, w wersjach Esi do 1995 roku montowane były hamulce tarczowe z przodu i bębny z tyłu. W późniejszych latach hamulce bębnowe z tyłu zmieniono na tarczowe, jednak aż do końca 1997 produkowana była mniejsza liczba egzemplarzy z hamulcami bębnowymi na tylnej osi. W wersji Vti ABS był montowany w standardzie, po roku 1995 ABS był seryjny w większości wyprodukowanych egzemplarzy ESi.
W 1995 roku zmianie uległa także kierownica. Stara 3-ramienna została zastąpiona przez 4-ramienną, mieszczącą w swoim wnętrzu poduszkę powietrzną. Elektryczna antena była dostępna jako opcja.

## Wnętrze
Wewnątrz Hondy CR-X Del Sol mogą wygodnie podróżować 2 osoby o wzroście około 185 cm. Wewnątrz znajduje się kilka schowków. Oprócz standardowego, przed fotelem pasażera, jest też po jednym schowku za każdym fotelem oraz jeden dodatkowy schowek między fotelami. Schowki tylne oraz dźwigienka otwierania klapki wlewu paliwa zabezpieczone są osobnymi zamkami, otwieranymi tym samym kluczem co drzwi. Wewnętrzna dźwignia otwierania bagażnika montowana była jedynie w egzemplarzach kierowanych na rynek USA. W bagażniku zmieści się ponad 300 l bagażu oraz (zaraz pod klapą bagażnika) – dach (mocowany na specjalnym stelażu). Wypięcie się dachu ze stelażu jest sygnalizowane na desce rozdzielczej. Na desce rozdzielczej znajduje się także osobna lampka informująca o otwartym bagażniku, otwartej tylnej szybie czy otwartym dachu. Dodatkowo w wersji oferowanej na rynek USA (USDM) i Japonii (JDM) sygnalizowane jest niezapięcie pasów bezpieczeństwa oraz pozostawienie kluczyków w stacyjce.